# USS Franklin D. Roosevelt (CV-42)
El USS Franklin D. Roosevelt (CV-42) fue un portaaviones de la Marina de los Estados Unidos. Pertenecía a la clase Midway, y su nombre fue un homenaje al Presidente de los Estados Unidos Franklin Delano Roosevelt (1882-1945).

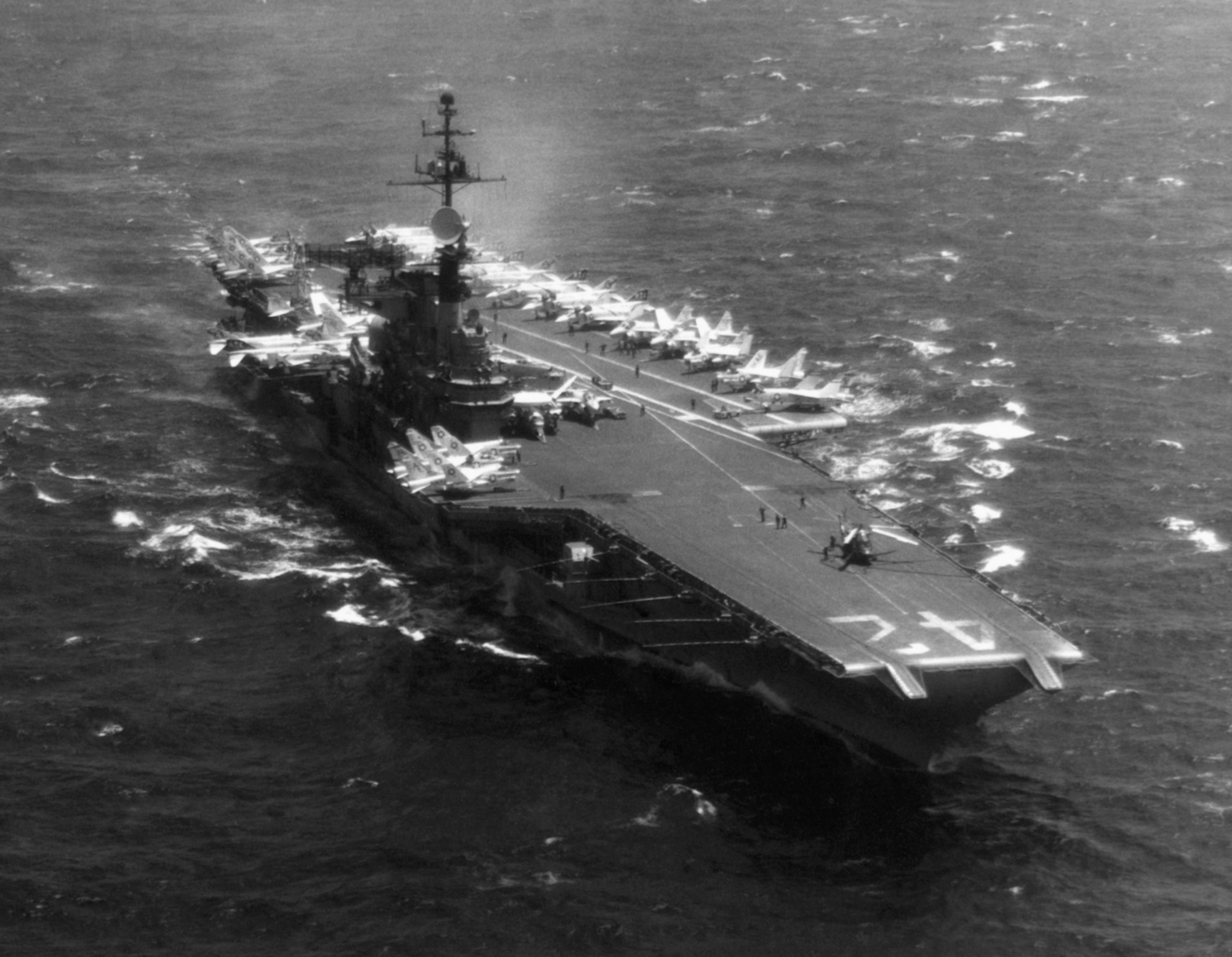
Roosevelt en 1970 después de su austera modernización durante 11 meses (1968-1969)

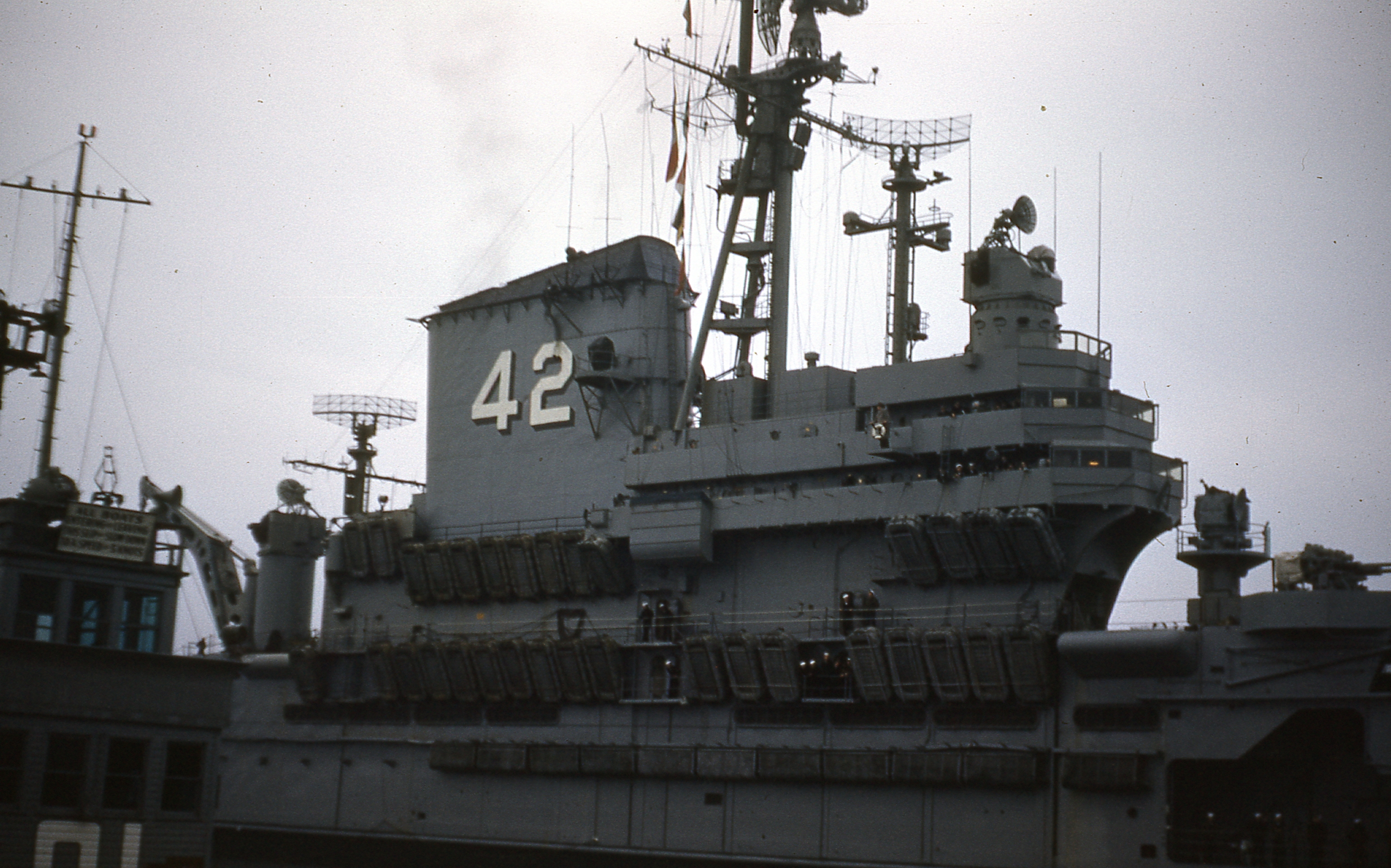
Roosevelt en el Muelle 91 en Seattle, 1953 o 1954

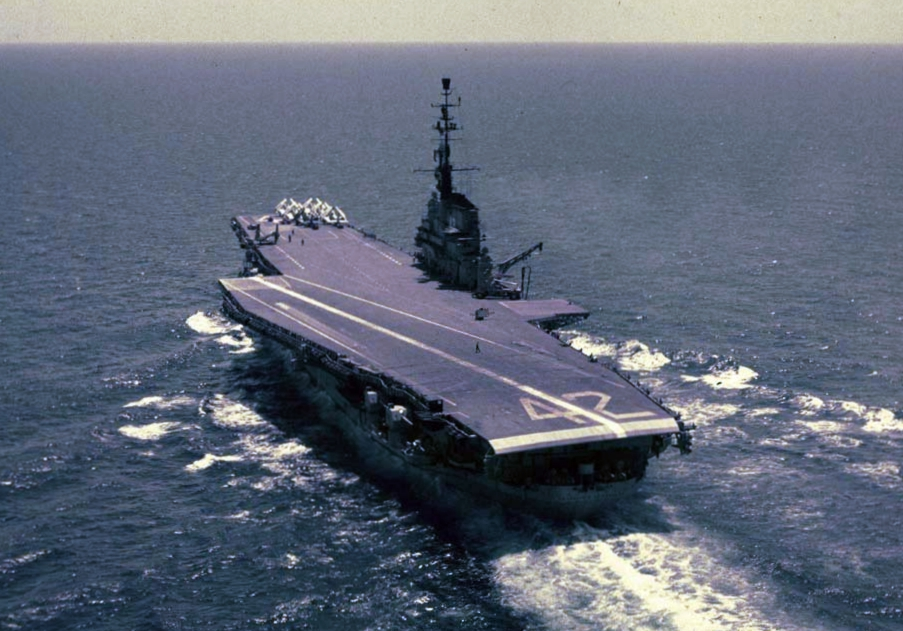
Roosevelt en 1956, después de la reconstrucción SCB-110

## Historia
Después de finalizarse la quilla en 1943, el barco fue botado el 29 de abril de 1945 en los astilleros de la New York Shipbuilding, bautizado con el nombre de USS Coral Sea. Solamente 9 días más tarde se le cambió el nombre como un homenaje póstumo al presidente Roosevelt, fallecido tan solo cuatro semanas antes. En consecuencia, se decidió que el tercer portaaviones de la clase Midway pasaría a llamarse USS Coral Sea (CV-43). En octubre de 1945, durante su primer viaje en servicio, el Franklin D. Roosevelt recaló en Río de Janeiro, representando a los Estados Unidos en la toma de posesión del presidente brasileño Eurico Gaspar Dutra. 
El 21 de julio de 1946, el Roosevelt se convirtió en el primer buque estadounidense capaz de operar aviones a reacción en condiciones controladas, con una serie de exitosos despegues y aterrizajes de un caza Phantom I. Las pruebas continuaron en noviembre, cuando el teniente coronel Marion E. Carl hizo dos lanzamientos de catapulta, cuatro despegues sin ayuda, aterrizajes y cinco paradas en un Lockheed P-80A.
Posteriormente, el barco navegó en aguas del Caribe y de Europa, realizando una visita al Mediterráneo Oriental para hacer patente el apoyo de los Estados Unidos al gobierno de Grecia. Ya en 1947 se le efectuaron algunas mejoras en los Astilleros de Norfolk. En 1948 fue destinado al mar Mediterráneo.
En 1950 el Franklin D. Roosevelt fue el primer buque de la Armada de los Estados Unidos en portar armas nucleares, una idea que databa desde antes de 1948, cuando se suspendió la construcción del USS United States (CVA-58), un proyecto de súper-portaaviones capaz de alojar bombarderos atómicos. En los años siguientes, el Franklin D. Roosevelt operó tanto en la costa este de los Estados Unidos como en el mar Mediterráneo. En 1954 paso de nuevo por los astilleros (en esta ocasión, por los del Puget Sound Naval Shipyard, en el estado de Washington) dentro del Programa de Extensión de Vida en Servicio. Durante esta operación se reconfiguró toda la cubierta de vuelo, siendo el costo de la remodelación de 48 millones de dólares. El buque no volvió a navegar hasta el 6 de abril de 1956.
|  |  |  |

En los meses siguientes, particularmente entre los días 9 y 13 de julio de 1956, su tripulación realizó una visita de carácter oficial a Chile. En 1957, tuvieron lugar las pruebas de despegue y aterrizaje de aeronaves. Así mismo, la Armada realizó desde su cubierta de vuelo las pruebas de lanzamiento del misil de crucero Regulus en el golfo de Maine. Poco después el buque volvió al mar Mediterráneo.
Entre agosto de 1966 y enero de 1967 realizó su única misión en el océano Pacífico, participando sus aviones embarcados en la Guerra de Vietnam. El 4 de noviembre de 1966 sufrió un incendio a bordo que costó la vida a siete de sus tripulantes.
En julio de 1968 volvió a los astilleros de Norfolk para someterse a una pequeña revisión. Una vez que los costos de modernización del USS Midway (CV-41) (su buque gemelo) se hubiesen disparado, la Armada introdujo numerosas restricciones en la renovación del Roosevelt. La Sexta Ala Aérea Embarcada fue destinada en 1969 al Roosevelt, y en enero de 1970 volvió al Mediterráneo, coincidiendo allí en 1973 con la guerra del Yom-Kippur, durante la que fue reservado como barco de evacuación, junto con el USS Independence (CV-62) y con el USS Guadalcanal (LPH-7)
El Franklin D. Roosevelt estaba en tan mal estado en los primeros años 1970, que se decidió darlo de baja en 1977. Entre 1976 y 1977 alojó provisionalmente a la Decimonovena Ala Aérea Embarcada, dotada de aviones de despegue vertical. Fue remplazado por el nuevo portaaviones USS Dwight D. Eisenhower (CVN-69) de la clase Nimitz. Finalmente fue desguazado en 1980 en Kearny, Nueva Jersey.

## Imágenes

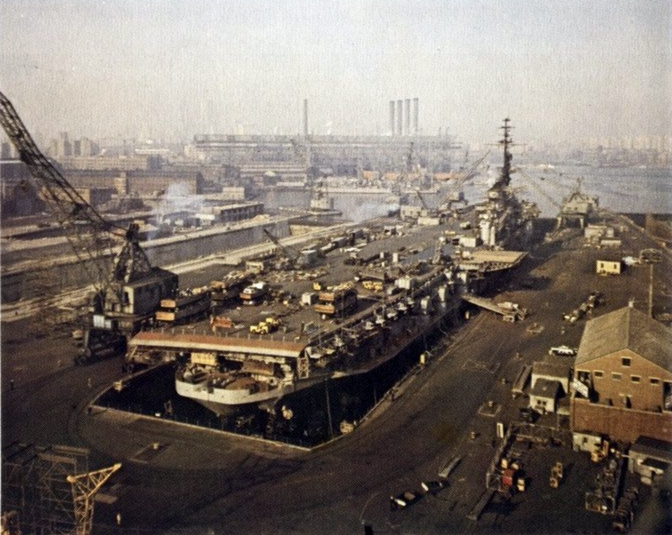
El Roosevelt en Nueva York astillero naval en 1960
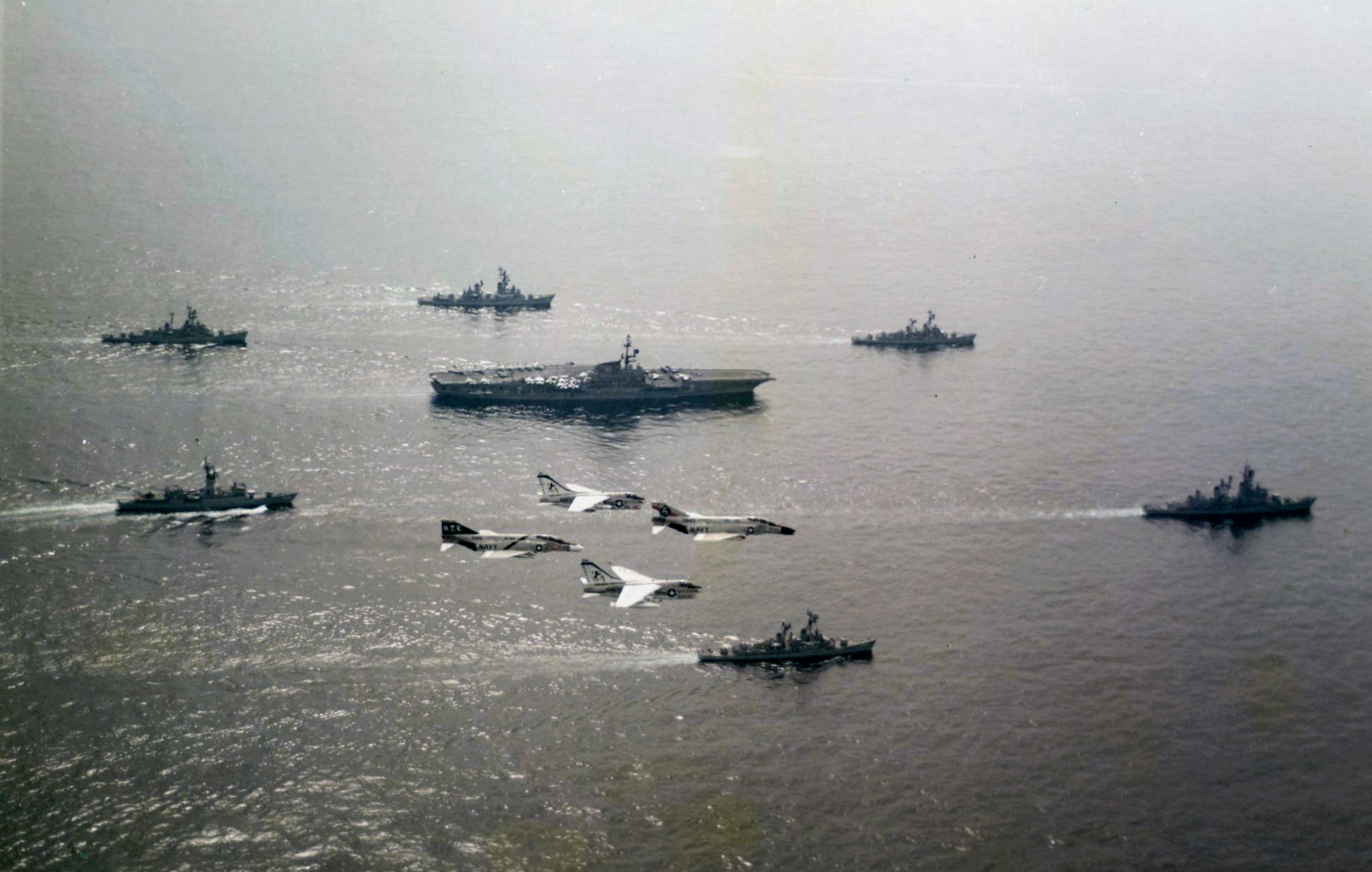
El Roosevelt y su grupo de combate en 1970
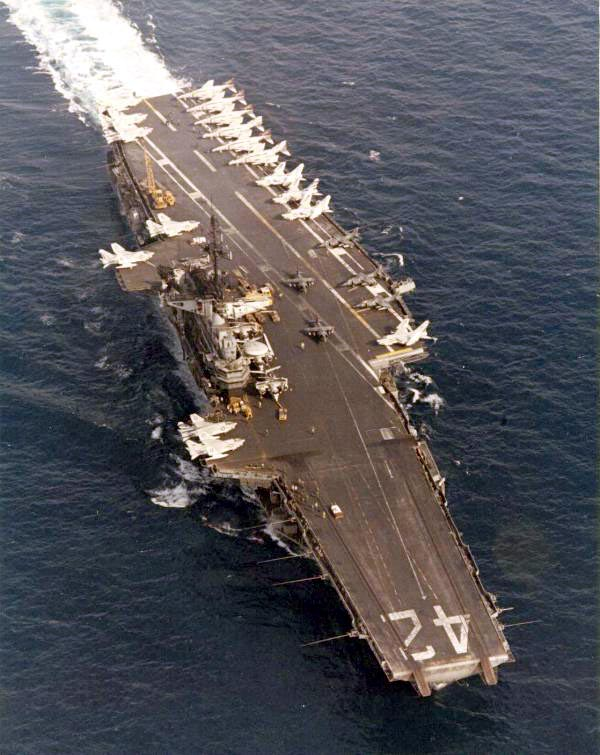
El Roosevelt durante su travesía final, con aviones Harrier en la cubierta
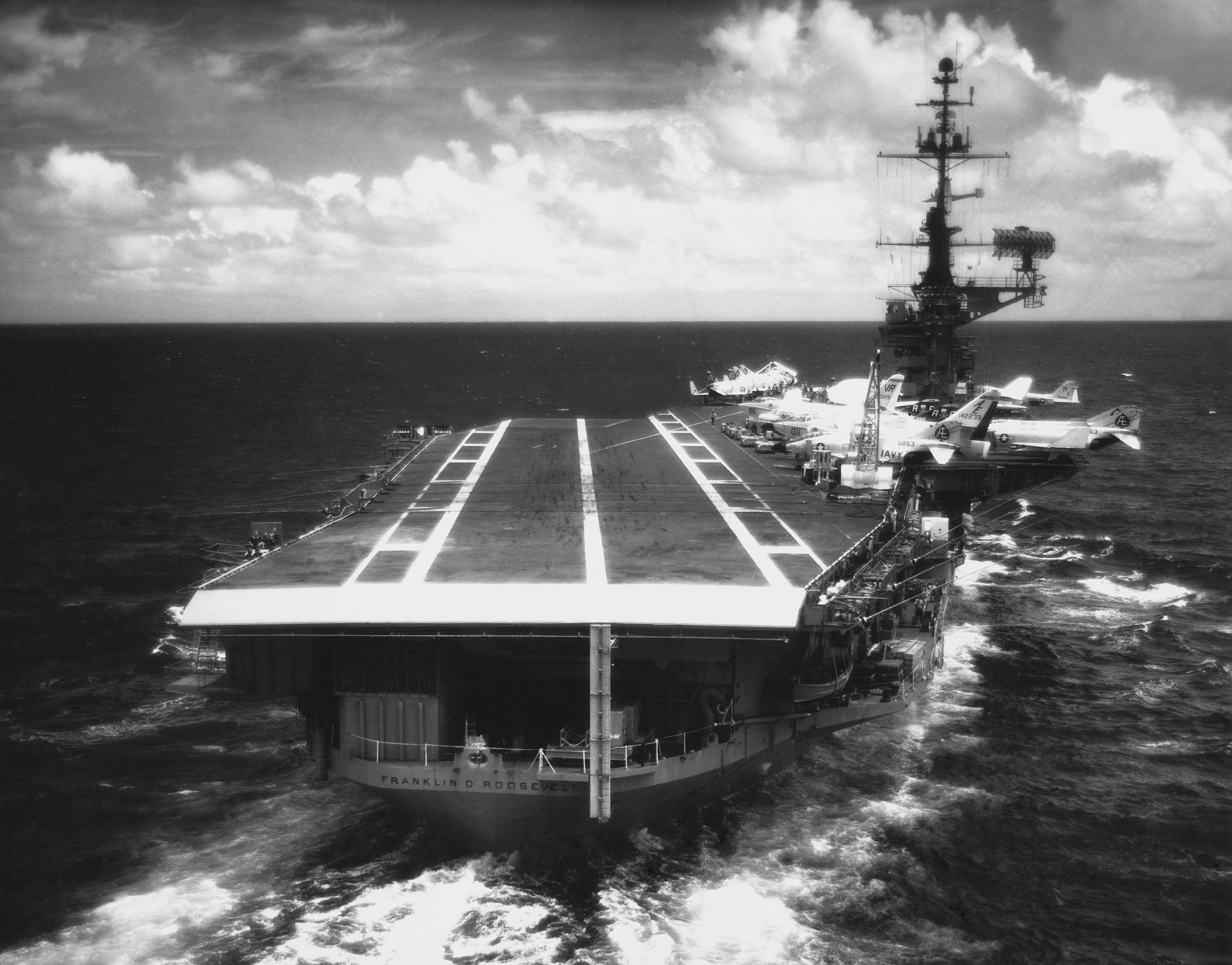
Aproximación al Roosevelt

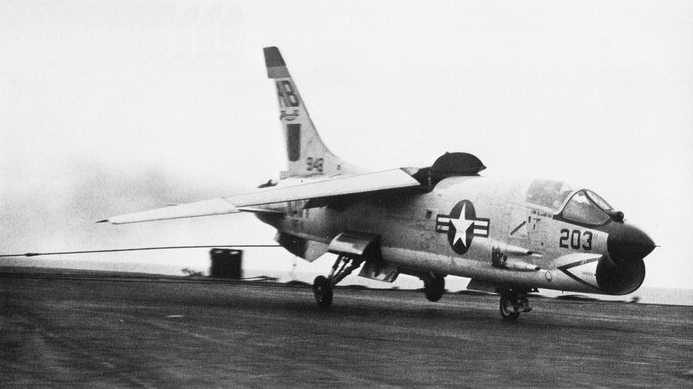
Un Vought F-8 Crusader engancha el cable de a bordo del Roosevelt en 1962
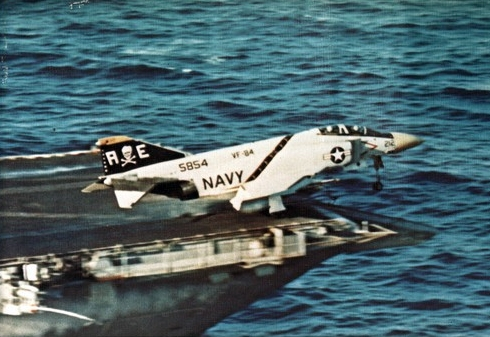
Un F-4J Phantom lanzado desde el Roosevelt durante su crucero por el Mediterráneo en 1972
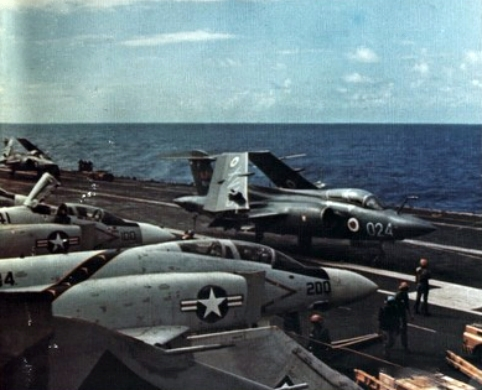
Un Buccaneer del Ark Royal, a bordo del Roosevelt durante su crucero por el Mediterráneo en 1972
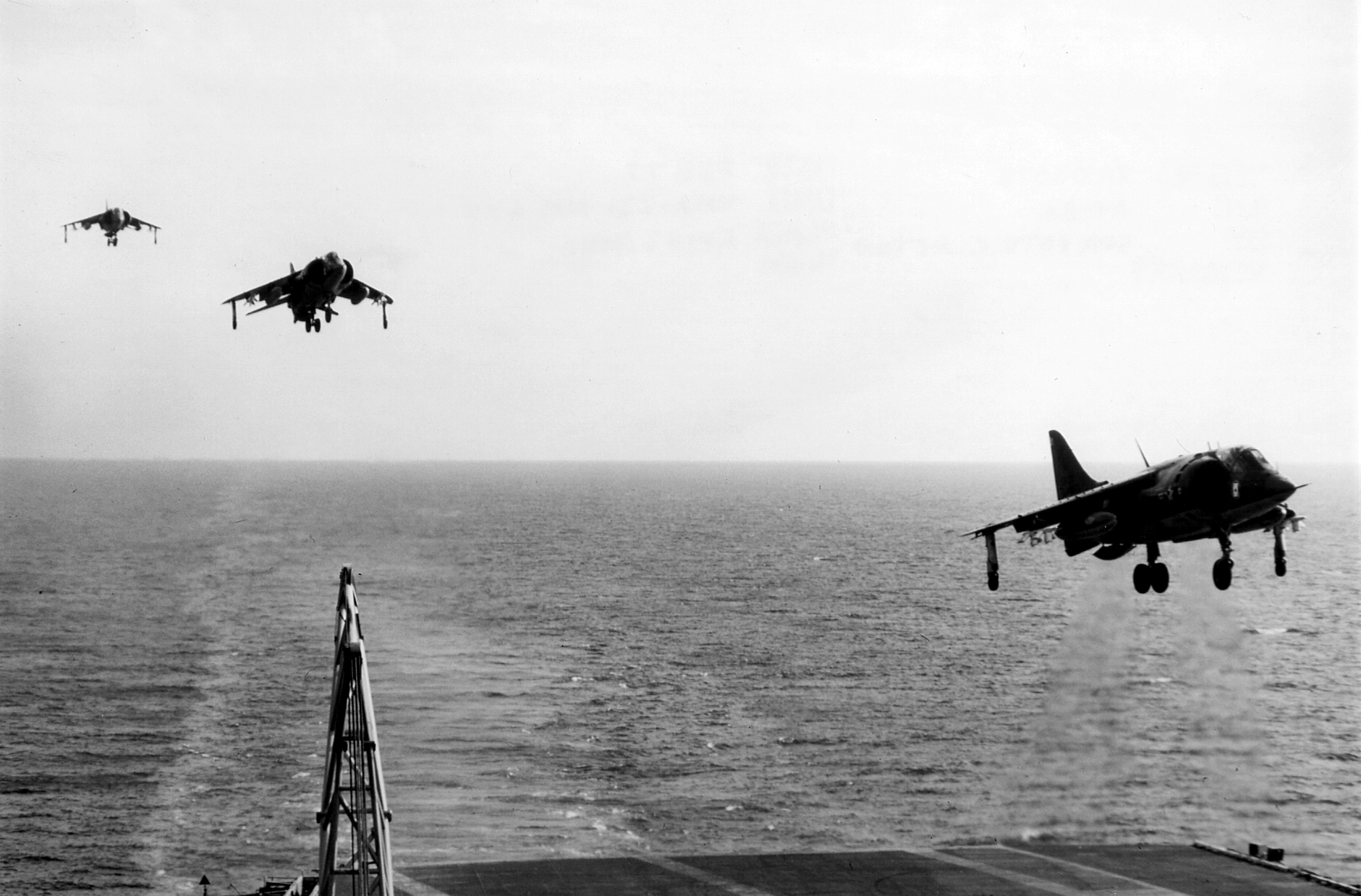
Un Harrier se aproxima al Roosevelt durante su travesía definitiva en febrero de 1977

## Premios y condecoraciones
|             | Bronze star · Bronze star · Bronze star |
| Silver star |                                         |

| Meritorious Unit Commendation                      | Navy Expeditionary Medal con tres Estrellas | Medalla de Servicio de Ocupación de la Armada                   |
| Vietnam Service Medal con Estrella de Cinco Puntas | Navy E Ribbon con Distinción de Batalla "E" | Republic of Vietnam Meritorious Unit Citation (Gallantry Cross) |